# Jérémy Ciacchini
Jérémy Ciacchini est un raseteur français.

## Biographie
Né en 1990 à Martigues, Jérémy Ciacchini fait ses classes à l'école taurine de Fos-sur-Mer. Il fait ses débuts au trophée de l'Avenir en 2013, puis passe aux As en 2016.
En 2018, il remporte la Cocarde d'or face notamment à Youssef Zekraoui et Joachim Cadenas. Il se classe par ailleurs à plusieurs reprises dans le « trio de tête » du trophée des As, ce qui amène Jacky Siméon à le qualifier de « battant ».
En 2024, il gagne sa seconde Cocarde d’or.